# Beilschmiedia wightii
Beilschmiedia wightii är en lagerväxtart som först beskrevs av Christian Gottfried Daniel Nees von Esenbeck, och fick sitt nu gällande namn av George Bentham och Joseph Dalton Hooker. Beilschmiedia wightii ingår i släktet Beilschmiedia och familjen lagerväxter. Inga underarter finns listade i Catalogue of Life.